# Einar Sjögren
Carl Einar Sjögren, född 21 november 1887 i Köpings församling på Öland, död 16 juli 1970 i Stockholm, var en svensk agronom, direktör och riksdagsman (högern).
Sjögren var föreståndare på Ultuna lantbruksskola 1924–1941 och VD för Sveriges lantbruksförbund 1941–1955. Som riksdagsman var han ledamot av andra kammaren 1937–1941, invald i Uppsala läns valkrets. 
Sjögren invaldes som ledamot av Lantbruksakademien 1927 och blev hedersledamot av densamma 1950. Han blev kommendör av första klassen av Vasaorden 1955. Sjögren är begravd på Borgholms kyrkogård på Öland.